# Lujza szász–gotha–altenburgi hercegnő (1800–1831)
Lujza Paulina Sarolta Friderika Auguszta szász–gotha–altenburgi hercegnő (németül: Luise Pauline Charlotte Friederike Auguste; Gotha, 1800. december 21. – Párizs, 1831. augusztus 30.), szász–coburg–saalfeldi hercegné, Viktória brit királynő anyósa.

## Származása
Lujza hercegnő Ágost szász–gotha–altenburgi herceg (1772–1822) és Lujza Sarolta mecklenburg–schwerini hercegnő (1779–1801) egyetlen gyermeke volt.

## Élete
1817. július 31-én a gothai Friedenstein-kastélyban ment feleségül III. Ernő szász–coburg–saalfeldi herceghez.
Házasságtörése miatt 1824-ben St. Wendelbe, a Lichtenbergi Fejedelemség fővárosába küldték, ahová szeretője, Alexander von Hanstein követte őt. 1826. március 31-én III. Ernő elvált a feleségétől. 1826. július 19-én Alexander von Hanstein Pölzig és Beiersdorf grófja lett, és 1826. október 18-án feleségül vette Lujzát.
1831-ben a házaspár egy párizsi orvoshoz utazott.

## Gyermekei

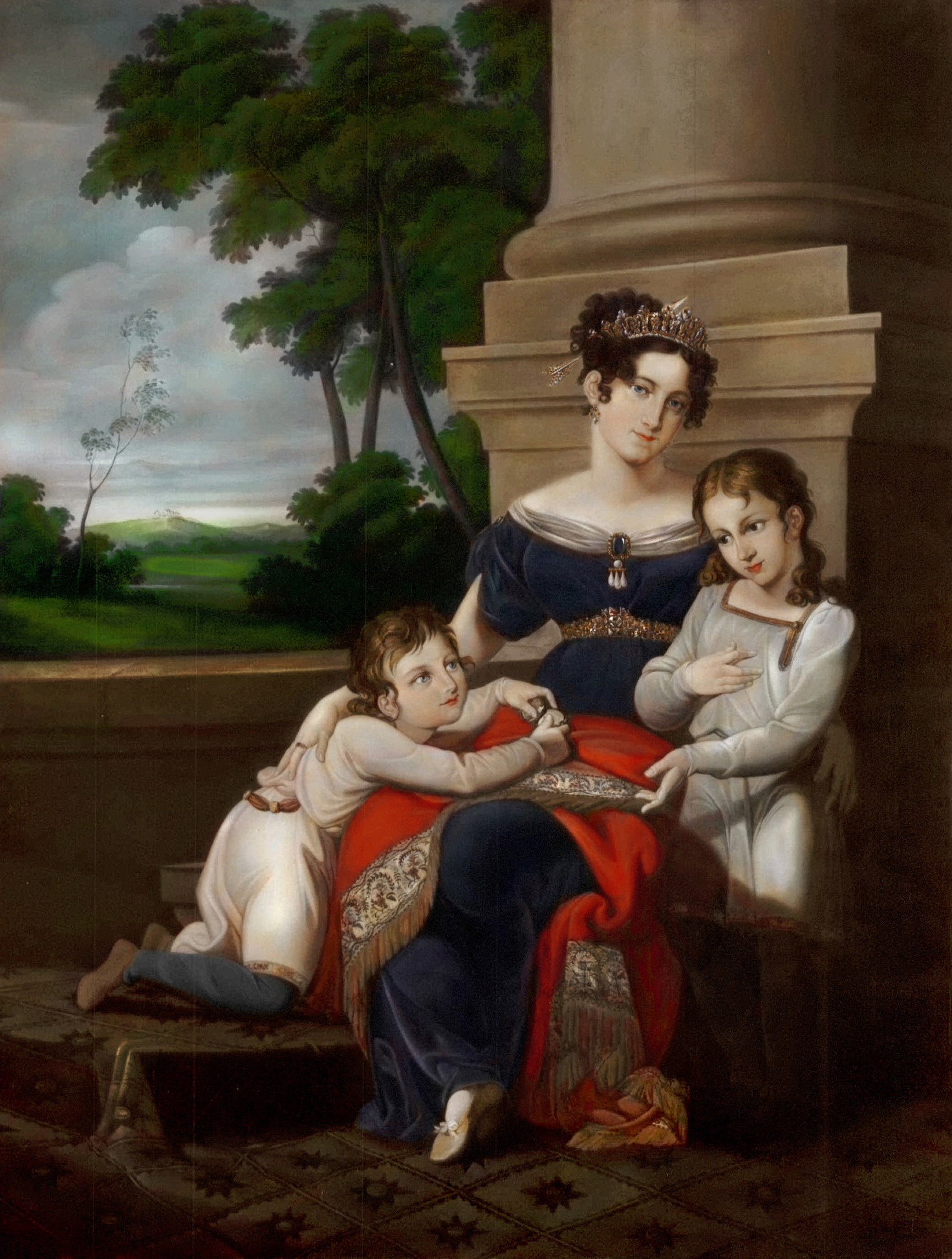
Albert és Ernő az anyjával

- Ernő (1818–1893), 1844-től haláláig II. Ernő néven Szász–Coburg–Gotha második uralkodója;
- Albert (1819–1861), Viktória brit királynő férjeként 1840–1861 között a Prince Consort Nagy-Britannia és Írország Egyesült Királyságában.